# Katarina Barruk
Elina Maria Katarina Barruk född 5 december 1994 i Storuman, är en svensk sångerska, jojkare, pianist och låtskrivare som framför sina texter på umesamiska.

## Biografi
Barruk är en av få unga samer som talar umesamiska flytande, och har uttryckt en stark önskan om att föra språktraditionen vidare. Hon är bland annat med och leder språkbad där människor i olika åldrar träffas för att tala och lära sig umesamiska, och har arbetat deltid som lärare i samiska i Umeå och Storuman. Hennes far är den umesamiska språkkonsulten och läraren Henrik Barruk.
År 2012 blev hon utnämnd till årets unga samiska artist på urfolksfestivalen Riddu Riddu i Kåfjord. År 2013 tog hon studenten från musikestetiska linjen på Midgårdsskolans gymnasium i Umeå, senare har hon även studerat på Samernas Folkhögskola i Jokkmokk. 
Under 2013 erhöll hon Umeå sameförenings ungdomsstipendium med motiveringen "Hon får stipendiet för sin talangfullhet i musikskapande som hon på ett briljant sätt kombinerar med sitt djupa engagemang för det umesamiska språket. Genom eget komponerande av musik med jojkelement och texter på umesamiska har hon funnit ett eget musikaliskt uttryck som kommer att utvecklas än mer".
2014 medverkade Barruk i projektet Russuoh vuölieb – Väck upp jojken! tillsammans med flera andra unga jojkare, där hon deltog i att göra nytolkningar av äldre jojkar. Resultatet framfördes under en konsert i Umeå lördagen den 30 augusti som en del i kulturhuvudstadsprogrammet.   
År 2015 släppte hon sitt debutalbum Báruos med texter på umesamiska, ett album som fått fina recensioner.
Under invigningen av FN:s internationella år för urfolksspråk (2019) framträdde hon med musik på umesamiska, senare samma år blev hon även mottagare av Umeå Folkets hus kulturpris "Guldäpplet".

## Diskografi
- Russuoh vuölieb, 2015, medverkande. Liveinspelning från konsert 30 augusti i Umeå.
- Báruos, september 2015, debutalbum.